# مير ولي الدين
مير ولي الدين (ت. 1975 م) كان فيلسوفًا إسلاميًا هنديًا وأستاذًا جامعيًا. عَمِل أستاذًا للفلسفة في الجامعة العثمانية في حيدر أباد (في الدكن)، في ولاية أندرا براديش، في الهند. وكان تخصصه التصوف. في كتاب تاريخ الفلسفة الإسلامية للدكتور محمد شريف، كتب مساهمة عن المعتزلة.

## الكتب
- محبة الله. النهج الصوفي. فارنهام. دار صوفي للنشر، 1972

- التصوف القرآني. دلهي : موتيلال بانارسيداس، 2002، ISBN 81-208-0320-5 ( عرض جزئي عبر الإنترنت )

- التخصصات التأملية في التصوف . 1980

- حميد، حكيم عبد (محرر) & مير ولي الدين: الحب في جوهره :المنهج الصوفي، في: دراسات في الإسلام ، المجلد 3، العدد 1، 1966. المجلة الفصلية للمعهد الهندي للدراسات الإسلامية. نيودلهي: المعهد الهندي للدراسات الإسلامية، 1966

- " المعتزلة " (الفصل العاشر)، في: تاريخ الفلسفة الإسلامية ، محمد شريف (محرر)، مجلدان - متوفر على الإنترنت: المجلد الأول (1963)، المجلد الثاني (1966).

- "الحركة الصوفية في الهند". في: التراث الثقافي والديني في الهند . حرره سوريش ك. شارما وأوشا شارما، ميتال، 2004، 8 مجلدات، ISBN 81-7099-955-3 ، الإسلام المجلد

## روابط خارجية
- حياة وعمل مير ولي الدين